# Claus Cito
Claus Cito (Bascharage, 26 maggio 1882 – Pétange, 5 ottobre 1965) è stato uno scultore lussemburghese.

## Opere
Ha studiato alla Kunstgewerbeschule di Düsseldorf e quindi all'Accademia di belle arti di Bruxelles.
La sua opera più nota è il monumento ai caduti della prima guerra mondiale, la Gëlle Fra (in lussemburghese, La donna d'oro), che troneggia in Place de la Constitution a Lussemburgo, inaugurato nel 1923.
Altre sue opere notevoli sono l'altare della cripta all'interno della Cattedrale di Notre-Dame e la statua della granduchessa Carlotta di Lussemburgo.

## Premi
- Prix Grand-Duc Adolphe 1909 (ex aequo con Jean-Baptiste Wercollier)
- 1º premio all'esposizione universale di Bruxelles